# La busca de Averroes

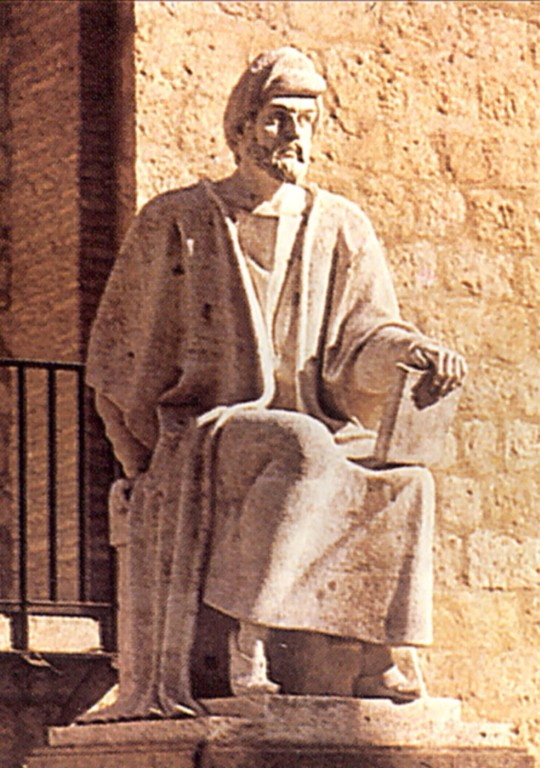
Estatua de Averroes en Córdoba.

La busca de Averroes es el título de un cuento del eminente escritor argentino Jorge Luis Borges recopilado en su libro El Aleph (1949)

## Resumen general del cuento
“La busca de Averroes” es el décimo cuento de los diecisiete que integran El Aleph, considerado junto con Ficciones el gran imprescindible de la prosa borgeana, y es uno de los numerosos pasajes en que el autor incluyó temas relacionados con la cultura árabe e islámica.
En el cuento, Borges nos presenta a un Averroes tratando de comprender la Poética de Aristóteles sobre la base de la traducción de Abu Bishr Matta ibn Yunus al-Qunna’i, y buscando redactar uno de sus famosos comentarios. “La busca de Averroes” es la historia de un estrepitoso fracaso por parte del Comentarista por comprender los conceptos de comedia y tragedia, al ser el teatro una costumbre ajena a la cultura árabe.